# 泉 (福島市)
泉（いずみ）は、福島県福島市の大字である。郵便番号は960-8253。

## 地理
福島市中部及び清水支所所管（旧清水村）にあたる清水地域の中部に位置する。福島市街地の北西部、信夫山から西に位置する。北で北沢又、東で御山、南で森合、西で南沢又と接する。福島市のベッドタウンで、大部分が住宅地で占められており、北部には市営住宅も清水ヶ丘団地・泉団地・先達団地と複数置かれている。泉は清水地域の中で、地理的中心部に立地することから官公署が整備されている。

### 河川
- 松川

### 主な字
- 泉川
- 一本橋
- 扇田
- 大下
- 乙天堂
- 上谷地
- 川原前
- 熊野
- 三斗蒔
- 下鎌
- 下谷地
- 清水内
- 清水が丘
- 清水田
- 下川原
- 白川
- 先達
- 台
- 大仏
- 仲田
- 仲ノ町
- 長滝
- 長滝前
- 弐斗蒔
- 火焼津
- 堀ノ内
- 堀ノ内前
- 前田
- 曲松
- 道下
- 南谷地
- 宮内前
- 八幡
- 山根
- 早稲田

## 歴史
- 1889年4月1日 - 町村制施行により、信夫郡泉村が御山村・北沢又村・南沢又村・森合村と合併し、清水村が発足。旧泉村は大字泉となる。
- 1924年4月13日 - 福島飯坂電気軌道（現福島交通飯坂線）の福島駅 - 飯坂駅で運転を開始し、泉地内に道下駅が置かれる。
- 1947年3月10日 - 清水村が福島市に編入され、大字泉は福島市の大字となる。

## 世帯数と人口
2017年（平成29年）6月30日現在の世帯数と人口は以下の通りである。
| 大字 | 世帯数    | 人口    |
| ---- | --------- | ------- |
| 泉   | 3,019世帯 | 6,713人 |

## 小・中学校の学区
市立小・中学校に通う場合、学区は以下の通りとなる。
| 番地 | 小学校             | 中学校             |
| --- | ------------------ | ------------------ |
| 字下川原、長滝、長滝前、台、先達、大下、山根、火焼津、三斗蒔、下谷地、曲松、 および市道泉前原線より東側の地域（下鎌、仲ノ町、仲田、二斗蒔、県道福島飯坂線より東側の道下） | 福島市立御山小学校 | 福島市立清水中学校 |
| 上記を除く | 福島市立清水小学校 | 福島市立清水中学校 |

## 交通

### 鉄道
- ■福島交通飯坂線
  - 岩代清水駅
  - 泉駅
  - 松川橋梁（松川）

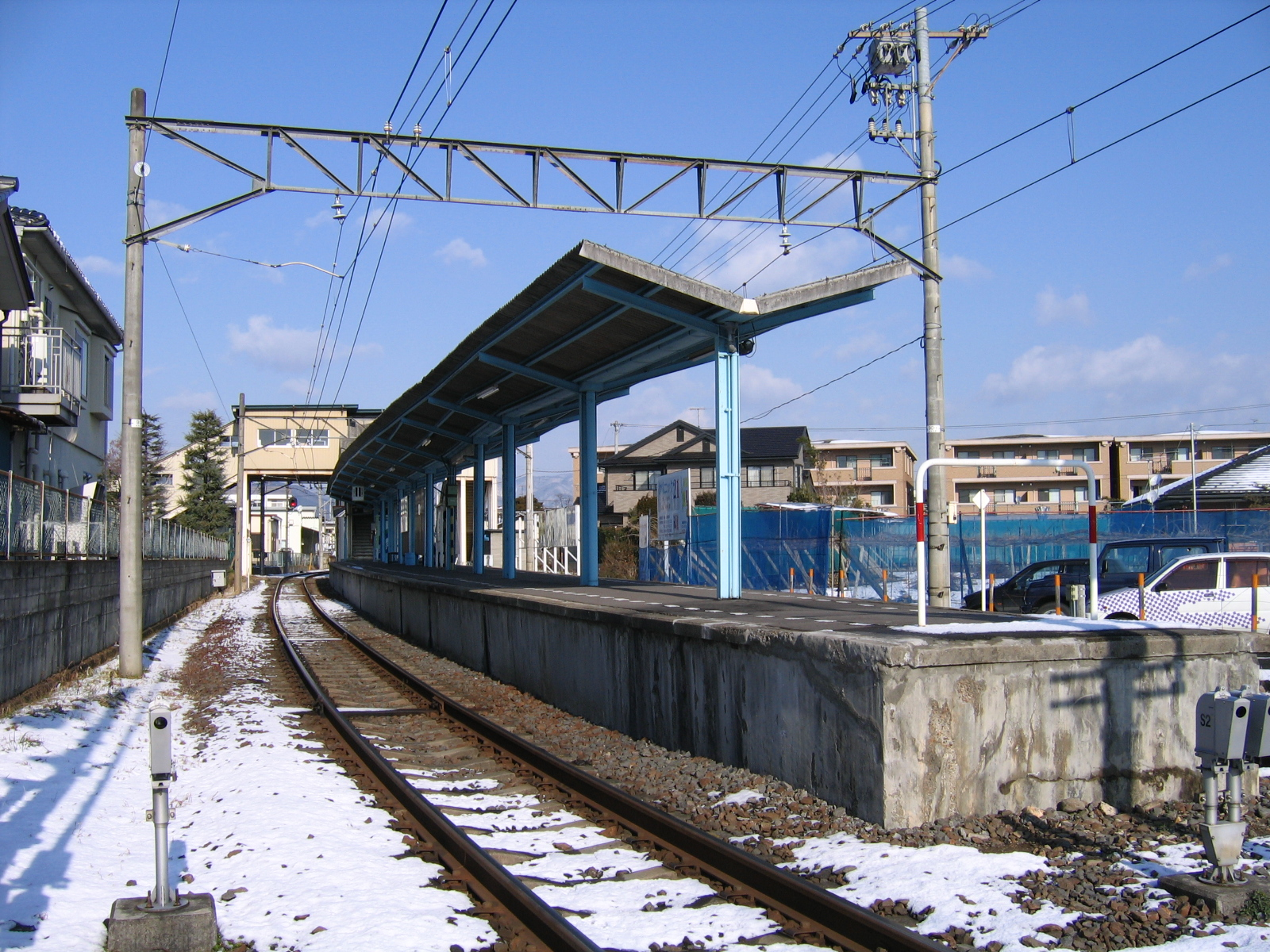
福島交通泉駅

### 道路
- 国道13号福島西道路
  - 泉高架橋（福島交通飯坂線）
  - 清水大橋（松川）
- 福島県道3号福島飯坂線（飯坂街道）
  - 上松川橋（松川）
- 福島市道20号泉前原線（川寒橋通り）
  - 川寒橋（松川）
- 福島市道22号泉萱場線

### バス
福島交通路線バス
- （福島駅方面） - 道下 - 泉局前 - 泉 - （大笹生・中野方面）
  - 中野
  - 蓬莱小経由大笹生・医大
- （福島駅方面） - 道下 - 泉局前 - 泉 - 清水支所前 - 清水田 - （南沢又方面）
  - 南沢又経由北沢又
  - 北沢又経由十六沼公園
  - 蓬莱小経由荒古屋・医大
- （福島駅方面） - 下川原 - （イオン福島店方面）
  - 御山経由イオン福島

## 施設
- 福島市役所清水支所
- 福島消防署清水分署 - 区域内に所在し、周辺の管轄にあたる。
- 泉郵便局
- 清水ヶ丘運動公園
- 佐藤工業 本社
- ヨークベニマル 福島泉店
- カワチ薬品 福島西店